# كوكوتا
سان خوسيه دي كوكوتا مدينة كولومبية، وعاصمة مقاطعة نورتي دي سانتاندير، تقع في الشمال الشرقي من البلاد، وفي الجهة الشرقية لجبال "الأنديز الكولومبية"، على الحدود مع فنزويلا، ويبلغ عدد سكانها حوالي 650 ألف شخص وفقا لتعداد عام 2005 2020، مما يجعلها سادس أكبر مدينة في البلاد، نظراً لقربها مع فنزويلا، كوكوتا مركز تجاري مهم، الحدود الدولية كوكوتا يقال أنها الأكثر ديناميكية في أمريكا الجنوبية ، المدينة بطول 12 كم (7.5 ميل) من الشمال إلى الجنوب و 11 كيلومترا (6.8) من الشرق إلى الغرب، وهي مقسمة إلى 10 بلديات.

## المناخ
يظهر الجدول التالي التغييرات المناخية على مدار السنة لكوكوتا:
| البيانات المناخية لـكوكوتا                                          | البيانات المناخية لـكوكوتا | البيانات المناخية لـكوكوتا | البيانات المناخية لـكوكوتا | البيانات المناخية لـكوكوتا | البيانات المناخية لـكوكوتا | البيانات المناخية لـكوكوتا | البيانات المناخية لـكوكوتا | البيانات المناخية لـكوكوتا | البيانات المناخية لـكوكوتا | البيانات المناخية لـكوكوتا | البيانات المناخية لـكوكوتا | البيانات المناخية لـكوكوتا | البيانات المناخية لـكوكوتا |
| الشهر                                                               | يناير                      | فبراير                     | مارس                       | أبريل                      | مايو                       | يونيو                      | يوليو                      | أغسطس                      | سبتمبر                     | أكتوبر                     | نوفمبر                     | ديسمبر                     | المعدل السنوي              |
| ------------------------------------------------------------------- | -------------------------- | -------------------------- | -------------------------- | -------------------------- | -------------------------- | -------------------------- | -------------------------- | -------------------------- | -------------------------- | -------------------------- | -------------------------- | -------------------------- | -------------------------- |
| الدرجة القصوى °م (°ف)                                               | 38.5 (101.3)               | 38.5 (101.3)               | 39.0 (102.2)               | 40.5 (104.9)               | 41.0 (105.8)               | 40.5 (104.9)               | 41.0 (105.8)               | 42.5 (108.5)               | 42.5 (108.5)               | 39.6 (103.3)               | 38.0 (100.4)               | 40.5 (104.9)               | 42.5 (108.5)               |
| متوسط درجة الحرارة الكبرى °م (°ف)                                   | 30.3 (86.5)                | 30.8 (87.4)                | 31.1 (88.0)                | 31.5 (88.7)                | 32.8 (91.0)                | 32.9 (91.2)                | 33.0 (91.4)                | 33.9 (93.0)                | 34.0 (93.2)                | 32.7 (90.9)                | 31.2 (88.2)                | 30.1 (86.2)                | 32.0 (89.6)                |
| المتوسط اليومي °م (°ف)                                              | 25.8 (78.4)                | 26.3 (79.3)                | 26.7 (80.1)                | 27.0 (80.6)                | 27.8 (82.0)                | 28.1 (82.6)                | 28.0 (82.4)                | 28.5 (83.3)                | 28.4 (83.1)                | 27.4 (81.3)                | 26.5 (79.7)                | 25.8 (78.4)                | 27.2 (81.0)                |
| متوسط درجة الحرارة الصغرى °م (°ف)                                   | 21.3 (70.3)                | 21.8 (71.2)                | 22.3 (72.1)                | 22.7 (72.9)                | 23.4 (74.1)                | 23.9 (75.0)                | 23.6 (74.5)                | 23.7 (74.7)                | 23.3 (73.9)                | 22.7 (72.9)                | 22.4 (72.3)                | 21.7 (71.1)                | 22.7 (72.9)                |
| أدنى درجة حرارة °م (°ف)                                             | 16.6 (61.9)                | 16.0 (60.8)                | 18.0 (64.4)                | 18.0 (64.4)                | 18.0 (64.4)                | 17.4 (63.3)                | 18.4 (65.1)                | 18.0 (64.4)                | 18.6 (65.5)                | 18.0 (64.4)                | 17.6 (63.7)                | 16.8 (62.2)                | 16.0 (60.8)                |
| الهطول مم (إنش)                                                     | 51.2 (2.02)                | 42.8 (1.69)                | 68.3 (2.69)                | 114.1 (4.49)               | 85.0 (3.35)                | 40.2 (1.58)                | 39.2 (1.54)                | 45.9 (1.81)                | 68.2 (2.69)                | 137.6 (5.42)               | 131.7 (5.19)               | 80.1 (3.15)                | 904.2 (35.60)              |
| متوسط أيام هطول الأمطار                                             | 7                          | 7                          | 9                          | 11                         | 13                         | 13                         | 15                         | 12                         | 13                         | 15                         | 13                         | 10                         | 137                        |
| متوسط الرطوبة النسبية (%)                                           | 76                         | 74                         | 75                         | 76                         | 71                         | 64                         | 62                         | 61                         | 65                         | 72                         | 78                         | 79                         | 71                         |
| ساعات سطوع الشمس الشهرية                                            | 201.5                      | 169.5                      | 151.9                      | 144.0                      | 179.8                      | 180.0                      | 204.6                      | 217.0                      | 201.0                      | 195.3                      | 189.0                      | 195.3                      | 2٬228٫9                    |
| ساعات سطوع الشمس اليومية                                            | 6.5                        | 6.0                        | 4.9                        | 4.8                        | 5.8                        | 6.0                        | 6.6                        | 7.0                        | 6.7                        | 6.3                        | 6.3                        | 6.3                        | 6.1                        |
| المصدر: Instituto de Hidrologia Meteorologia y Estudios Ambientales |                            |                            |                            |                            |                            |                            |                            |                            |                            |                            |                            |                            |                            |

## توأمة
لكوكوتا اتفاقيات توأمة مع:
- كوماياغوا

## أعلام
- باستور لوبيز
- خوليو أوليسس تيرا
- فابيولا زولاغا
- فيرجيليو باركو فارغاس
- غوستافو مارتينيز فرياس
- ماريا كاميلا أوسوريو سيرانو
- خاميس رودريغيز
- خوان جيرمان روسكيو
- جان كارلوس بلانكو